# کوه بیولا
کوه بیولا (به انگلیسی: Mount Beulah) یک کوه در ایالات متحده آمریکا است که در شهرستان سامیت، یوتا واقع شده‌است. کوه بیولا ۳٬۸۲۷٫۴۲ متر بالاتر از سطح دریا واقع شده‌است.